# Arginin alfaketoglutarat
Arginin α-ketoglutarat (AAKG) je sol arginina in α-ketoglutarne kisline. Je intermediat pri presnovi dušikovih oksidov. Uporablja se zlasti za oblikovanje telesa (bodibilding), čeprav kot prehransko dopolnilo nima znanstveno dokazanih ugodnih vplivov na telo.